# Бернар, Тристан
Поль Бернар, псевд. Тристан Бернар (фр. Tristan Bernard; 7 сентября 1866, Безансон — 7 декабря 1947, Париж) — французский писатель, журналист и драматург. Автор прозаических и драматических произведений, спортивный журналист.

## Биография
Поль Бернар родился в еврейской семье в городе Безансон. Его отец был архитектором. В 14-летнем возрасте переехал вместе с родителями в Париж, где посещал лицей Кондорсе. Продолжил обучение на факультете права Парижского университета. После военной службы работал как юрист на металлургическом заводе по производству алюминия. Первые публикации Бернара появились в 1890-е годы в журнале «La Revue blanche», где он впервые использовал свой псевдоним «Тристан Бернар». Впоследствии он стал главным редактором «Журнала велосипедистов» (фр. Journal des Vélocipédistes). В 1895 году, параллельно журналистской деятельности, он стал директором велодрома Буффало в Париже. В это время Тулуз-Лотреком был создан портрет Тристана Бернара как директора велодрома. Тристан Бернар ввел на велотреке подачу сигнала гонгом перед последним кругом гонки, эта традиция сохранилась и доныне на всех велосипедных гонках.
Тристан Бернар является автором 40 любовных и плутовских пьес для театра и был известен своими остротами, в чём явился очевидным продолжателем стиля своего старшего друга и соавтора, Альфонса Алле, совместно с которым сочинил в 1899—1903 годах несколько пьес. Самые известные из них, «Сильвери или голландские фонды» (Silvérie ou les Fonds hollandais) и «Отставка по любви» (Congé amiable), имели успех и выдержали около полусотни представлений. Позже Тристан Бернар работал в журнале «Андеор» (фр. L’Endehors), а во время Первой мировой войны сотрудничал с юмористическим журналом «Канар аншене».
Художник Эдуард Вюйар оставил несколько портретов жены Бернара госпожи Марсель Арон, а также портрет супругов в так называемом «салоне мадам Арон». Бернар поспособствовал распространению настольной игры «Jeu des petits chevaux», чрезвычайно популярной в 1930-е годы.
Во время Второй мировой войны, когда проводились тотальные облавы на всех французских евреев, Тристан Бернар был арестован и отправлен в концентрационный лагерь Дранси под Парижем. Благодаря публичным протестам Саши Гитри и Арлетти его удалось освободить. Внук Бернара Франсуа погиб в концентрационном лагере Маутхаузен.
Тристан Бернар проживал под Парижем в Анген-ле-Бен. Похоронен на кладбище Пасси в Париже.
В честь него в Париже назван театр Тристана Бернара.
Его сын Раймон Бернар стал кинорежиссёром и, среди прочего, экранизировал некоторые пьесы отца. Второй сын, Жан-Жак Бернар, стал, как и отец, драматургом, а в 1955 году написал биографическую книгу «Мой отец Тристан Бернар». Третий сын стал врачом.